# Valdemoro-Sierra
Valdemoro-Sierra es un municipio y localidad española de la provincia de Cuenca, en la comunidad autónoma de Castilla-La Mancha. El término municipal tiene una población de 99 habitantes (INE 2024).

## Geografía
Está a 58 km al noreste de la capital provincial. Los pueblos más cercanos por carretera son Campillos-Sierra, Valdemorillo de la Sierra, La Cierva y Cañete. El municipio tiene un área de 107,79 km².

## Historia
La historia de los libros queda reflejada en el castro celtíbero de Los Casares, datado en el siglo III a. C., junto al lugar en el que el arroyo del Prado Moralejo se une al río Guadazaón. En el siglo XIII Alfonso VIII consiguió dominar la zona. Era un tiempo en el que Valdemoro de la Sierra dependía de Moya. Un espacio geográfico que fue protagonista en el siglo XVI del levantamiento de los comuneros y las revueltas y enfrentamientos de la época contra el marquesado de Moya, cuando en el lugar tuvieron acogida un buen número de familias judías que habían sido represaliadas en el Señorío de Albarracín.
A mediados del siglo XIX, el lugar tenía contabilizada una población de 351 habitantes. Aparece descrito en el decimoquinto volumen del Diccionario geográfico-estadístico-histórico de España y sus posesiones de Ultramar de Pascual Madoz de la siguiente manera:

VALDELMORO DE LA SIERRA: l. con ayunt. en la prov. y dióc. de Cuenca (5 leg.), part. jud. de Cañete (3), aud. terr. de Albacete (22) y c. g. de Castilla la Nueva (Madrid 31): sit. á la márg. izq. del r. Guadazaon en terreno quebrado con clima frio, bien ventilado v poco propenso á entermedades. Consta de 88 casas de pobre construccion y de un solo piso; para surtido del vecindario hay buenas aguas: la igl. parr. es un edificio regular y está servido por un cura de entrada y de provision del ordinario. El térm. confina por N. con el de Beamud; E. Campillos de la Sierra; S. Valdelmorillo, y O. La Cierva; su estension es de leg. y media cuadrada; á la márg. del citado r. el cual baña su terreno, tiene una fáb. de hierro, y reducidas á cultivo se hallan 800 fan. de tierra, lo restante está poblado de pinos maderables, sabinas, robles, encinas y otros arbustos: los caminos son locales y en malísimo estado: la correspondencia se recibe de Cañete. prod.: trigo, centeno, cebada, avena, patatas, judias y algunas hortalizas; tambien hay mucha madera de construccion útil para la marina; se cria ganado lanar y vacuno; caza de liebres, perdices, conejos y alguna de mayor. ind.: la agrícola y una fáb. de hierro. comercio: la venta del sobrante de su ind. y maderas y la importacion de vino, arroz, bacalao y algunos géneros de vestir. pobl.: 88 vec., 351 alm. cap. prod.: 768,180 rs. imp.: 38,409. El presupuesto municipal asciende á 1,250 rs, y se cubre con el prod. de una posada, un horno y los pastos.
(Madoz, 1849, p. 277)

## Demografía
Valdemoro-Sierra cuenta con una población de 99 habitantes (INE 2024).
| Gráfica de evolución demográfica de Valdemoro-Sierra entre 1842 y 2021 |
| |
| Población de derecho según los censos de población del INE Población de hecho según los censos de población del INEEn este censo se denominaba Valdemoro de la Sierra: 1842 |

## Fiestas
Las fiestas de patronales de Valdemoro son el 8 de septiembre, para la virgen de la Natividad, las de agosto, las organizan los veraneantes en torno al 15 de agosto.

## Monumentos naturales
Valdemoro Sierra es uno de esos sitios, en los que ni los expertos en patrimonio ni los responsables de museos han tenido mucho trabajo, porque todo aquello que tienen es algo que no se puede mover de su lugar de origen.
Así ocurre con La Balsa, una acumulación de agua al pie de la montaña en la que se forman varias chorreras, pozas y riachuelos e incluso una cascada con una altura de 7 metros, que puede recorrerse desde arriba o desde abajo. En ella, el agua cae a través de una pendiente rocosa que llega hasta el río Guadazaón, para ir a parar al Cabriel y toda esa agua junta irá a engrosar el caudal del río Júcar. Muy cerca de allí se encuentra la cueva de la Mora en un paisaje que tiene un inconfundible sonido de agua.
Además dentro de su término municipal no tiene un castillo, sino varios pero naturales labrados por el viento y el agua. Son una serie de corbeteras labradas entre las que se encuentra El Aljibe, Las Navazas y de la Sierra.  
Hoy en su horizonte se levanta impasible lo que fuera en otro parte de su antigua iglesia que antes de ello fue torre vigía que controlaba los posibles ataques del enemigo. buen pueblo serrano está rodeado por multitud de parajes y fuentes.
El paraje más conocido es el llamado "La Balsa", que como su propio nombre indica es una acumulación de agua al píe de una montaña a pocos metros de su nacimiento y que acaba precipitando por un cortado calizo dando lugar a multitud de chorros y pequeñas cascadas. Merece la pena de visitar en invierno, rodeado de nieve con sus carámbanos congelados, o en verano para tomar un refrescarte baño.